# Euclides Zenóbio da Costa
Euclides Zenóbio da Costa, brazilski general, * 9. maj 1893, † 29. september 1963.